# 格林鎮區 (密蘇里州希科里縣)
格林鎮區（英語：Green Township）是位於美國密蘇里州希科里縣的一個行政鎮區。

## 地方資料
格林鎮區的面積為136.11平方千米，當中陸地面積為126.00平方千米，而水域面積為10.11平方千米。根據2020年美國人口普查的數據，當地共有人口2109人，而人口密度為每平方千米15.49人。